# Laurent Cabannes
Laurent Jean-Marie Cabannes (Reims, 6 febbraio 1964) è un ex rugbista a 15 francese, già flanker di Racing Club de France e Harlequins e 49 volte internazionale per la Francia.

## Biografia
Nativo di Reims, crebbe nel Pau, con cui esordì in Prima Divisione; passato alla squadra parigina del Racing Club, con essa disputò nel 1987 la finale di campionato, persa 12-15 contro il Tolone; tre anni più tardi fu protagonista della finale disputata al Parco dei Principi contro l'Agen, vinta 22-12 grazie anche a due sue mete.
Esordì in Nazionale nel 1990 in un test match contro la Nuova Zelanda; l'anno successivo partecipò alla prima di sei edizioni consecutive del Cinque Nazioni (una vittoria, nel 1993), oltre a prender parte alla Coppa del Mondo di rugby 1991 in Inghilterra, nel corso della quale disputò quattro incontri; l'anno successivo vinse la Coppa FIRA.
Prese parte anche alla Coppa del Mondo di rugby 1995 in Sudafrica, ove militò anche brevemente, nell'intervallo estivo del campionato francese, nel Western Province, squadra con base a Città del Capo.
Divenuto professionista nel 1996, si trasferì a Londra agli Harlequins, in cui militò fino al 1998 per poi passare al Richmond, altro club della Capitale: la sua esperienza in tale squadra tuttavia non durò molto perché il club, alle prese con una crisi finanziaria dovuta all'incapacità di reggere il confronto con il professionismo emergente, dovette licenziare numerosi effettivi, tra cui lo stesso Cabannes.
Cessata l'attività agonistica Cabannes ha intrapreso a tempo pieno quella commerciale, dapprima nel settore tessile, poi nell'informatica e, più recentemente, nella gestione patrimoniale; nel 2005 prese parte a un progetto dell'UNESCO per combattere l'analfabetismo in Madagascar, offrendosi come testimonial insieme ad altri sportivi francesi, come l'atleta Stéphane Diagana e il calciatore Emmanuel Petit.

## Palmarès
- Campionati francesi: 1
Racing Club: 1989-90